# كونسورت (ألبرتا)
كونسورت (بالإنجليزية: Consort, Alberta)‏ هي قرية تقع في كندا في ألبرتا. يقدر عدد سكانها بـ 689 نسمة ومساحتها 2.83 كم2 وترتفع عن سطح البحر 740 متر.

## أعلام
- رايلي ناش
- باسيل بولتن